# Női kézilabdatorna a 2024. évi nyári olimpiai játékokon
A 2024. évi nyári olimpiai játékokon a női kézilabdatornát július 25. és augusztus 10. között rendezték. A tornán 12 csapat vett részt. A csoportmérkőzéseket Párizsban, az egyenes kieséses szakasz mérkőzéseit Lille-ben játszották.
A Stade Pierre-Mauroy labdarúgó-stadionban felállított kézilabda-pályán rendezett negyededdöntők során megdőlt a nézőcsúcs a női kézilabdamérkőzéseket illetően. Az előző rekordot a Ferencváros–Esbjerg 2022–2023-as Bajnokok Ligája elődöntő tartotta, amelyet Budapesten az MVM Dome-ban rendeztek 20 022 néző előtt. A Dánia–Hollandia negyeddöntőre 20 372-en látogattak ki, majd az utána rendezett Franciaország–Németország összecsapást 26 548 néző tekintette meg a helyszínen. A döntő nézőszáma pedig ezeknél is magasabb volt, 26 664 néző előtt játszották a Norvégia–Franciaország mérkőzést.

## Résztvevők
| Esemény                                       | Dátum               | Helyszín   | Kvóta | Kvalifikált csapatok                  |
| --------------------------------------------- | ------------------- | ---------- | ----- | ------------------------------------- |
| Rendező                                       | -                   | -          | 1     | Franciaország (FRA)                   |
| 2022-es Európa-bajnokság                      | 2022. november 20.  | Szlovénia  | 1     | Dánia (DEN)                           |
| 2023-as világbajnokság                        | 2023. december 17.  | Dánia      | 1     | Norvégia (NOR)                        |
| 2023-as afrikai olimpiai selejtező            | 2023. október 12.   | Angola     | 1     | Angola (ANG)                          |
| 2023-as ázsiai olimpiai selejtező             | 2023. augusztus 23. | Japán      | 1     | Dél-Korea (KOR)                       |
| 2023-as Pánamerika-bajnokság                  | 2023. október 27.   | Chile      | 1     | Brazília (BRA)                        |
| 2024-es női kézilabda olimpiai selejtezőtorna | 2024. április 8-14. | Debrecen   | 2     | Magyarország (HUN) · Svédország (SWE) |
| 2024-es női kézilabda olimpiai selejtezőtorna | 2024. április 8-14. | Torrevieja | 2     | Hollandia (NED) · Spanyolország (ESP) |
| 2024-es női kézilabda olimpiai selejtezőtorna | 2024. április 8-14. | Neu-Ulm    | 2     | Németország (GER) · Szlovénia (SLO)   |
| Összesen                                      |                     |            | 12    |                                       |

## Sorsolás
2024. április 14-én befejeződtek a selejtezőtornák, így a 12 csapattal teljes lett a létszám az olimpiai tornára. A válogatottakat 6 kalapba osztották be. A csoportkör sorsolását április 16-án a Párizs környéki Créteil-ben tartották. A húzást Jérôme Fernandez végezte el. Elsőként a 6., majd az 5., a 3., a 2. és az 1. kalap csapatait sorsolták ki. Ezután a házigazda Franciaország képviseletében Olivier Krumbholz szövetségi kapitány kiválasztotta, hogy a B csoportban kíván szerepelni. Végül Svédország került be az utolsó kimaradt helyre az A csoportban.
| Kalap     | Csapatok                  |
| --------- | ------------------------- |
| 1. kalap: | Norvégia, Magyarország    |
| 2. kalap: | Hollandia, Németország    |
| 3. kalap: | Szlovénia, Spanyolország  |
| 4. kalap: | Svédország, Franciaország |
| 5. kalap: | Dánia, Brazília           |
| 6. kalap: | Angola, Dél-Korea         |

## Csoportkör
A menetrendet 2024. április 29-én tették közzé.

### A csoport
| Hely. | Csapat            | M | Gy | D | V | G+  | G–  | Gk  | P | Továbbjutás |
| ----- | ----------------- | - | -- | - | - | --- | --- | --- | - | ----------- |
| 1.    | Norvégia (NOR)    | 5 | 4  | 0 | 1 | 140 | 110 | +30 | 8 | Negyeddöntő |
| 2.    | Svédország (SWE)  | 5 | 4  | 0 | 1 | 140 | 125 | +15 | 8 | Negyeddöntő |
| 3.    | Dánia (DEN)       | 5 | 4  | 0 | 1 | 126 | 116 | +10 | 8 | Negyeddöntő |
| 4.    | Németország (GER) | 5 | 1  | 0 | 4 | 136 | 134 | +2  | 2 | Negyeddöntő |
| 5.    | Dél-Korea (KOR)   | 5 | 1  | 0 | 4 | 107 | 133 | −26 | 2 |             |
| 6.    | Szlovénia (SLO)   | 5 | 1  | 0 | 4 | 116 | 147 | −31 | 2 |             |

| 2024. július 25. 9:00 | Szlovénia (SLO) | 19–27       | Dánia (DEN)         | Paris Expo Porte de Versailles, Párizs Nézőszám: 5686 Játékvezetők: Brunner, Salah (SUI) |
| 2024. július 25. 9:00 | Gros, Stanko 5  | (11–14)     | Friis, Østergaard 5 | Paris Expo Porte de Versailles, Párizs Nézőszám: 5686 Játékvezetők: Brunner, Salah (SUI) |
| 2024. július 25. 9:00 | 6× 1×           | Jegyzőkönyv | 5× 1×               | Paris Expo Porte de Versailles, Párizs Nézőszám: 5686 Játékvezetők: Brunner, Salah (SUI) |

| 2024. július 25. 16:00 | Németország (GER) | 22–23       | Dél-Korea (KOR) | Paris Expo Porte de Versailles, Párizs Nézőszám: 5765 Játékvezetők: Belkhiri, Hamidi (ALG) |
| 2024. július 25. 16:00 | Döll 6            | (10–11)     | Kang, Ju 5      | Paris Expo Porte de Versailles, Párizs Nézőszám: 5765 Játékvezetők: Belkhiri, Hamidi (ALG) |
| 2024. július 25. 16:00 | 2×                | Jegyzőkönyv | 2× 1×           | Paris Expo Porte de Versailles, Párizs Nézőszám: 5765 Játékvezetők: Belkhiri, Hamidi (ALG) |

| 2024. július 25. 21:00 | Norvégia (NOR)  | 28–32       | Svédország (SWE) | Paris Expo Porte de Versailles, Párizs Nézőszám: 5808 Játékvezetők: García, Marín (ESP) |
| 2024. július 25. 21:00 | Mørk, Oftedal 7 | (17–15)     | Hagman 8         | Paris Expo Porte de Versailles, Párizs Nézőszám: 5808 Játékvezetők: García, Marín (ESP) |
| 2024. július 25. 21:00 | 3× 1×           | Jegyzőkönyv | 5× 1×            | Paris Expo Porte de Versailles, Párizs Nézőszám: 5808 Játékvezetők: García, Marín (ESP) |

| 2024. július 28. 11:00 | Dél-Korea (KOR) | 23–30       | Szlovénia (SLO) | Paris Expo Porte de Versailles, Párizs Nézőszám: 5819 Játékvezetők: Bíró, Kiss (HUN) |
| 2024. július 28. 11:00 | U Binna 7       | (12–14)     | Mavsar 7        | Paris Expo Porte de Versailles, Párizs Nézőszám: 5819 Játékvezetők: Bíró, Kiss (HUN) |
| 2024. július 28. 11:00 | 2× 1×           | Jegyzőkönyv | 1×              | Paris Expo Porte de Versailles, Párizs Nézőszám: 5819 Játékvezetők: Bíró, Kiss (HUN) |

| 2024. július 28. 14:00 | Svédország (SWE) | 31–28       | Németország (GER) | Paris Expo Porte de Versailles, Párizs Nézőszám: 5815 Játékvezetők: Pavićević, Ražnatović (MNE) |
| 2024. július 28. 14:00 | Carlson 7        | (19–12)     | három játékos 5   | Paris Expo Porte de Versailles, Párizs Nézőszám: 5815 Játékvezetők: Pavićević, Ražnatović (MNE) |
| 2024. július 28. 14:00 | 4×               | Jegyzőkönyv | 3×                | Paris Expo Porte de Versailles, Párizs Nézőszám: 5815 Játékvezetők: Pavićević, Ražnatović (MNE) |

| 2024. július 28. 16:00 | Dánia (DEN)  | 18–27       | Norvégia (NOR)          | Paris Expo Porte de Versailles, Párizs Nézőszám: 5819 Játékvezetők: Bonaventura, Bonaventura (FRA) |
| 2024. július 28. 16:00 | Østergaard 5 | (8–14)      | Brattset, Kristiansen 6 | Paris Expo Porte de Versailles, Párizs Nézőszám: 5819 Játékvezetők: Bonaventura, Bonaventura (FRA) |
| 2024. július 28. 16:00 | 3×           | Jegyzőkönyv | 1×                      | Paris Expo Porte de Versailles, Párizs Nézőszám: 5819 Játékvezetők: Bonaventura, Bonaventura (FRA) |

| 2024. július 30. 9:00 | Németország (GER) | 41–22       | Szlovénia (SLO) | Paris Expo Porte de Versailles, Párizs Nézőszám: 5852 Játékvezetők: García, Paolantoni (ARG) |
| 2024. július 30. 9:00 | Smits, Lott 7     | (16–9)      | Gros 6          | Paris Expo Porte de Versailles, Párizs Nézőszám: 5852 Játékvezetők: García, Paolantoni (ARG) |
| 2024. július 30. 9:00 | 4× 1×             | Jegyzőkönyv | 4× 1×           | Paris Expo Porte de Versailles, Párizs Nézőszám: 5852 Játékvezetők: García, Paolantoni (ARG) |

| 2024. július 30. 11:00 | Norvégia (NOR) | 26–20       | Dél-Korea (KOR) | Paris Expo Porte de Versailles, Párizs Nézőszám: 5852 Játékvezetők: Brunner, Salah (SUI) |
| 2024. július 30. 11:00 | Skogrand 5     | (13–11)     | Ju 6            | Paris Expo Porte de Versailles, Párizs Nézőszám: 5852 Játékvezetők: Brunner, Salah (SUI) |
| 2024. július 30. 11:00 | 2× 1×          | Jegyzőkönyv | 1×              | Paris Expo Porte de Versailles, Párizs Nézőszám: 5852 Játékvezetők: Brunner, Salah (SUI) |

| 2024. július 30. 21:00 | Svédország (SWE) | 23–25       | Dánia (DEN)    | Paris Expo Porte de Versailles, Párizs Nézőszám: 5834 Játékvezetők: Konjičanin, Konjičanin (BIH) |
| 2024. július 30. 21:00 | Hagman 6         | (14–14)     | négy játékos 4 | Paris Expo Porte de Versailles, Párizs Nézőszám: 5834 Játékvezetők: Konjičanin, Konjičanin (BIH) |
| 2024. július 30. 21:00 | 4×               | Jegyzőkönyv | 3× 1×          | Paris Expo Porte de Versailles, Párizs Nézőszám: 5834 Játékvezetők: Konjičanin, Konjičanin (BIH) |

| 2024. augusztus 1. 11:00 | Dél-Korea (KOR) | 21–27       | Svédország (SWE) | Paris Expo Porte de Versailles, Párizs Nézőszám: 5653 Játékvezetők: García, Paolantoni (ARG) |
| 2024. augusztus 1. 11:00 | Kang 5          | (11–16)     | Lindqvist 5      | Paris Expo Porte de Versailles, Párizs Nézőszám: 5653 Játékvezetők: García, Paolantoni (ARG) |
| 2024. augusztus 1. 11:00 | 2×              | Jegyzőkönyv |                  | Paris Expo Porte de Versailles, Párizs Nézőszám: 5653 Játékvezetők: García, Paolantoni (ARG) |

| 2024. augusztus 1. 19:00 | Németország (GER) | 27–28       | Dánia (DEN) | Paris Expo Porte de Versailles, Párizs Nézőszám: 5722 Játékvezetők: Bíró, Kiss (HUN) |
| 2024. augusztus 1. 19:00 | Behrend 6         | (12–15)     | Højlund 7   | Paris Expo Porte de Versailles, Párizs Nézőszám: 5722 Játékvezetők: Bíró, Kiss (HUN) |
| 2024. augusztus 1. 19:00 | 3×                | Jegyzőkönyv | 4×          | Paris Expo Porte de Versailles, Párizs Nézőszám: 5722 Játékvezetők: Bíró, Kiss (HUN) |

| 2024. augusztus 1. 21:00 | Szlovénia (SLO) | 22–29       | Norvégia (NOR)  | Paris Expo Porte de Versailles, Párizs Nézőszám: 5722 Játékvezetők: Belkhiri, Hamidi (ALG) |
| 2024. augusztus 1. 21:00 | Gros, Mavsar 5  | (10–15)     | három játékos 4 | Paris Expo Porte de Versailles, Párizs Nézőszám: 5722 Játékvezetők: Belkhiri, Hamidi (ALG) |
| 2024. augusztus 1. 21:00 | 4× 1×           | Jegyzőkönyv | 2× 1×           | Paris Expo Porte de Versailles, Párizs Nézőszám: 5722 Játékvezetők: Belkhiri, Hamidi (ALG) |

| 2024. augusztus 3. 16:00 | Szlovénia (SLO) | 23–27       | Svédország (SWE) | Paris Expo Porte de Versailles, Párizs Nézőszám: 5801 Játékvezetők: Brunner, Salah (SUI) |
| 2024. augusztus 3. 16:00 | Omoregie 9      | (14–11)     | Hagman 5         | Paris Expo Porte de Versailles, Párizs Nézőszám: 5801 Játékvezetők: Brunner, Salah (SUI) |
| 2024. augusztus 3. 16:00 | 2×              | Jegyzőkönyv | 1×               | Paris Expo Porte de Versailles, Párizs Nézőszám: 5801 Játékvezetők: Brunner, Salah (SUI) |

| 2024. augusztus 3. 19:00 | Norvégia (NOR) | 30–18       | Németország (GER) | Paris Expo Porte de Versailles, Párizs Nézőszám: 5714 Játékvezetők: Konjičanin, Konjičanin (BIH) |
| 2024. augusztus 3. 19:00 | Reistad 8      | (14–8)      | három játékos 3   | Paris Expo Porte de Versailles, Párizs Nézőszám: 5714 Játékvezetők: Konjičanin, Konjičanin (BIH) |
| 2024. augusztus 3. 19:00 | 3×             | Jegyzőkönyv | 2×                | Paris Expo Porte de Versailles, Párizs Nézőszám: 5714 Játékvezetők: Konjičanin, Konjičanin (BIH) |

| 2024. augusztus 3. 21:00 | Dánia (DEN)         | 28–20       | Dél-Korea (KOR) | Paris Expo Porte de Versailles, Párizs Nézőszám: 5714 Játékvezetők: García, Marín (ESP) |
| 2024. augusztus 3. 21:00 | Hansen, Jørgensen 6 | (12–8)      | U Binna 5       | Paris Expo Porte de Versailles, Párizs Nézőszám: 5714 Játékvezetők: García, Marín (ESP) |
| 2024. augusztus 3. 21:00 | 4× 1×               | Jegyzőkönyv |                 | Paris Expo Porte de Versailles, Párizs Nézőszám: 5714 Játékvezetők: García, Marín (ESP) |

### B csoport
| Hely. | Csapat                  | M | Gy | D | V | G+  | G–  | Gk  | P  | Továbbjutás |
| ----- | ----------------------- | - | -- | - | - | --- | --- | --- | -- | ----------- |
| 1.    | Franciaország (FRA) (R) | 5 | 5  | 0 | 0 | 159 | 124 | +35 | 10 | Negyeddöntő |
| 2.    | Hollandia (NED)         | 5 | 4  | 0 | 1 | 152 | 137 | +15 | 8  | Negyeddöntő |
| 3.    | Magyarország (HUN)      | 5 | 2  | 1 | 2 | 137 | 140 | −3  | 5  | Negyeddöntő |
| 4.    | Brazília (BRA)          | 5 | 2  | 0 | 3 | 127 | 119 | +8  | 4  | Negyeddöntő |
| 5.    | Angola (ANG)            | 5 | 1  | 1 | 3 | 131 | 154 | −23 | 3  |             |
| 6.    | Spanyolország (ESP)     | 5 | 0  | 0 | 5 | 111 | 143 | −32 | 0  |             |

| 2024. július 25. 11:00 | Hollandia (NED)     | 34–31       | Angola (ANG)      | Paris Expo Porte de Versailles, Párizs Nézőszám: 5765 Játékvezetők: Kuttler, Merz (GER) |
| 2024. július 25. 11:00 | Malestein, Polman 8 | (19–18)     | Nenganga, Paulo 6 | Paris Expo Porte de Versailles, Párizs Nézőszám: 5765 Játékvezetők: Kuttler, Merz (GER) |
| 2024. július 25. 11:00 | 1× 1×               | Jegyzőkönyv | 3×                | Paris Expo Porte de Versailles, Párizs Nézőszám: 5765 Játékvezetők: Kuttler, Merz (GER) |

| 2024. július 25. 14:00 | Spanyolország (ESP) | 18–29       | Brazília (BRA)      | Paris Expo Porte de Versailles, Párizs Nézőszám: 5765 Játékvezetők: Kurtagic, Wetterwik (SWE) |
| 2024. július 25. 14:00 | López 5             | (10–15)     | de Paula, Matieli 6 | Paris Expo Porte de Versailles, Párizs Nézőszám: 5765 Játékvezetők: Kurtagic, Wetterwik (SWE) |
| 2024. július 25. 14:00 | 5×                  | Jegyzőkönyv | 5×                  | Paris Expo Porte de Versailles, Párizs Nézőszám: 5765 Játékvezetők: Kurtagic, Wetterwik (SWE) |

| 2024. július 25. 19:00 | Magyarország (HUN) | 28–31       | Franciaország (FRA) | Paris Expo Porte de Versailles, Párizs Nézőszám: 5808 Játékvezetők: García, Paolantoni (ARG) |
| 2024. július 25. 19:00 | Kuczora 8          | (12–15)     | Nze Minko 6         | Paris Expo Porte de Versailles, Párizs Nézőszám: 5808 Játékvezetők: García, Paolantoni (ARG) |
| 2024. július 25. 19:00 | 1×                 | Jegyzőkönyv | 2× 1×               | Paris Expo Porte de Versailles, Párizs Nézőszám: 5808 Játékvezetők: García, Paolantoni (ARG) |

| 2024. július 28. 9:00 | Brazília (BRA)  | 24–25       | Magyarország (HUN) | Paris Expo Porte de Versailles, Párizs Nézőszám: 5819 Játékvezetők: Kleven, Jørum (NOR) |
| 2024. július 28. 9:00 | három játékos 4 | (15–12)     | Simon 5            | Paris Expo Porte de Versailles, Párizs Nézőszám: 5819 Játékvezetők: Kleven, Jørum (NOR) |
| 2024. július 28. 9:00 | 3× 1×           | Jegyzőkönyv | 3×                 | Paris Expo Porte de Versailles, Párizs Nézőszám: 5819 Játékvezetők: Kleven, Jørum (NOR) |

| 2024. július 28. 19:00 | Angola (ANG) | 26–21       | Spanyolország (ESP) | Paris Expo Porte de Versailles, Párizs Nézőszám: 5748 Játékvezetők: Konjičanin, Konjičanin (BIH) |
| 2024. július 28. 19:00 | Nenganga 7   | (14–15)     | Campos 6            | Paris Expo Porte de Versailles, Párizs Nézőszám: 5748 Játékvezetők: Konjičanin, Konjičanin (BIH) |
| 2024. július 28. 19:00 | 4× 1×        | Jegyzőkönyv | 3× 1×               | Paris Expo Porte de Versailles, Párizs Nézőszám: 5748 Játékvezetők: Konjičanin, Konjičanin (BIH) |

| 2024. július 28. 21:00 | Franciaország (FRA) | 32–28       | Hollandia (NED) | Paris Expo Porte de Versailles, Párizs Nézőszám: 5748 Játékvezetők: Lah, Sok (SLO) |
| 2024. július 28. 21:00 | Valentini 10        | (17–14)     | Malestein 7     | Paris Expo Porte de Versailles, Párizs Nézőszám: 5748 Játékvezetők: Lah, Sok (SLO) |
| 2024. július 28. 21:00 | 2×                  | Jegyzőkönyv | 2×              | Paris Expo Porte de Versailles, Párizs Nézőszám: 5748 Játékvezetők: Lah, Sok (SLO) |

| 2024. július 30. 14:00 | Hollandia (NED) | 29–24       | Spanyolország (ESP) | Paris Expo Porte de Versailles, Párizs Nézőszám: 5834 Játékvezetők: Hansen, Madsen (DEN) |
| 2024. július 30. 14:00 | van Wetering 5  | (14–12)     | Arcos 6             | Paris Expo Porte de Versailles, Párizs Nézőszám: 5834 Játékvezetők: Hansen, Madsen (DEN) |
| 2024. július 30. 14:00 | 1× 1×           | Jegyzőkönyv | 2× 1×               | Paris Expo Porte de Versailles, Párizs Nézőszám: 5834 Játékvezetők: Hansen, Madsen (DEN) |

| 2024. július 30. 16:00 | Magyarország (HUN) | 31–31       | Angola (ANG) | Paris Expo Porte de Versailles, Párizs Nézőszám: 5834 Játékvezetők: Kurtagic, Wetterwik (SWE) |
| 2024. július 30. 16:00 | Klujber 9          | (15–16)     | Kassoma 9    | Paris Expo Porte de Versailles, Párizs Nézőszám: 5834 Játékvezetők: Kurtagic, Wetterwik (SWE) |
| 2024. július 30. 16:00 | 2× 1×              | Jegyzőkönyv | 2×           | Paris Expo Porte de Versailles, Párizs Nézőszám: 5834 Játékvezetők: Kurtagic, Wetterwik (SWE) |

| 2024. július 30. 19:00 | Franciaország (FRA) | 26–20       | Brazília (BRA) | Paris Expo Porte de Versailles, Párizs Nézőszám: 5724 Játékvezetők: Kuttler, Merz (GER) |
| 2024. július 30. 19:00 | Foppa 7             | (14–11)     | de Paula 7     | Paris Expo Porte de Versailles, Párizs Nézőszám: 5724 Játékvezetők: Kuttler, Merz (GER) |
| 2024. július 30. 19:00 | 2×                  | Jegyzőkönyv | 3×             | Paris Expo Porte de Versailles, Párizs Nézőszám: 5724 Játékvezetők: Kuttler, Merz (GER) |

| 2024. augusztus 1. 9:00 | Hollandia (NED) | 31–24       | Brazília (BRA) | Paris Expo Porte de Versailles, Párizs Nézőszám: 5653 Játékvezetők: Konjičanin, Konjičanin (BIH) |
| 2024. augusztus 1. 9:00 | van Wetering 6  | (17–13)     | Bitolo 7       | Paris Expo Porte de Versailles, Párizs Nézőszám: 5653 Játékvezetők: Konjičanin, Konjičanin (BIH) |
| 2024. augusztus 1. 9:00 | 1×              | Jegyzőkönyv | 3× 1×          | Paris Expo Porte de Versailles, Párizs Nézőszám: 5653 Játékvezetők: Konjičanin, Konjičanin (BIH) |

| 2024. augusztus 1. 14:00 | Spanyolország (ESP) | 24–27       | Magyarország (HUN) | Paris Expo Porte de Versailles, Párizs Nézőszám: 5816 Játékvezetők: Kuttler, Merz (GER) |
| 2024. augusztus 1. 14:00 | Cabral 6            | (12–14)     | Klujber 6          | Paris Expo Porte de Versailles, Párizs Nézőszám: 5816 Játékvezetők: Kuttler, Merz (GER) |
| 2024. augusztus 1. 14:00 | 2× 1×               | Jegyzőkönyv | 3×                 | Paris Expo Porte de Versailles, Párizs Nézőszám: 5816 Játékvezetők: Kuttler, Merz (GER) |

| 2024. augusztus 1. 16:00 | Angola (ANG)    | 24–38       | Franciaország (FRA) | Paris Expo Porte de Versailles, Párizs Nézőszám: 5816 Játékvezetők: Kleven, Jørum (NOR) |
| 2024. augusztus 1. 16:00 | három játékos 5 | (14–18)     | Kanor 7             | Paris Expo Porte de Versailles, Párizs Nézőszám: 5816 Játékvezetők: Kleven, Jørum (NOR) |
| 2024. augusztus 1. 16:00 | 2× 1×           | Jegyzőkönyv | 1×                  | Paris Expo Porte de Versailles, Párizs Nézőszám: 5816 Játékvezetők: Kleven, Jørum (NOR) |

| 2024. augusztus 3. 9:00 | Magyarország (HUN) | 26–30       | Hollandia (NED) | Paris Expo Porte de Versailles, Párizs Nézőszám: 5841 Játékvezetők: Bonaventura, Bonaventura (FRA) |
| 2024. augusztus 3. 9:00 | Klujber, Lukács 5  | (16–19)     | Abbingh 7       | Paris Expo Porte de Versailles, Párizs Nézőszám: 5841 Játékvezetők: Bonaventura, Bonaventura (FRA) |
| 2024. augusztus 3. 9:00 | 4× 1×              | Jegyzőkönyv | 3×              | Paris Expo Porte de Versailles, Párizs Nézőszám: 5841 Játékvezetők: Bonaventura, Bonaventura (FRA) |

| 2024. augusztus 3. 11:00 | Spanyolország (ESP) | 24–32       | Franciaország (FRA) | Paris Expo Porte de Versailles, Párizs Nézőszám: 5841 Játékvezetők: Kuttler, Merz (GER) |
| 2024. augusztus 3. 11:00 | Cabral 5            | (9–17)      | Toublanc 6          | Paris Expo Porte de Versailles, Párizs Nézőszám: 5841 Játékvezetők: Kuttler, Merz (GER) |
| 2024. augusztus 3. 11:00 | 4× 1×               | Jegyzőkönyv | 1×                  | Paris Expo Porte de Versailles, Párizs Nézőszám: 5841 Játékvezetők: Kuttler, Merz (GER) |

| 2024. augusztus 3. 14:00 | Brazília (BRA) | 30–19       | Angola (ANG) | Paris Expo Porte de Versailles, Párizs Nézőszám: 5801 Játékvezetők: Lah, Sok (SLO) |
| 2024. augusztus 3. 14:00 | Bitolo 7       | (14–6)      | Pascoal 4    | Paris Expo Porte de Versailles, Párizs Nézőszám: 5801 Játékvezetők: Lah, Sok (SLO) |
| 2024. augusztus 3. 14:00 | 2× 1×          | Jegyzőkönyv | 1× 2×        | Paris Expo Porte de Versailles, Párizs Nézőszám: 5801 Játékvezetők: Lah, Sok (SLO) |

## Egyenes kieséses szakasz
|  |              |                     |                     |                     |    |                  |                  |               |               |               |               |       |       |
|  | Negyeddöntők | Negyeddöntők        | Negyeddöntők        |                     |    | Elődöntők        | Elődöntők        | Elődöntők     |               |               | Döntő         | Döntő | Döntő |
|  | Negyeddöntők | Negyeddöntők        | Negyeddöntők        |                     |    | Elődöntők        | Elődöntők        | Elődöntők     |               |               | Döntő         | Döntő | Döntő |
|  | augusztus 6. |                     |                     |                     |    |                  |                  |               |               |               |               |       |       |
|  |              |                     |                     |                     |    |                  |                  |               |               |               |               |       |       |
|  | A1           | Norvégia (NOR)      | 32                  |                     |    |                  |                  |               |               |               |               |       |       |
|  | A1           | Norvégia (NOR)      | 32                  | augusztus 8.        |    |                  |                  |               |               |               |               |       |       |
|  | B4           | Brazília (BRA)      | 15                  |                     |    |                  |                  |               |               |               |               |       |       |
|  | B4           | Brazília (BRA)      | 15                  |                     |    | Norvégia (NOR)   | Norvégia (NOR)   | 25            |               |               |               |       |       |
|  | augusztus 6. |                     |                     |                     |    | Norvégia (NOR)   | Norvégia (NOR)   | 25            |               |               |               |       |       |
|  |              |                     | Dánia (DEN)         | Dánia (DEN)         | 21 |                  |                  |               |               |               |               |       |       |
|  | A3           | Dánia (DEN)         | Dánia (DEN)         | Dánia (DEN)         | 21 | 29               |                  |               |               |               |               |       |       |
|  | A3           | Dánia (DEN)         |                     |                     |    | 29               | augusztus 10.    |               |               |               |               |       |       |
|  | B2           | Hollandia (NED)     | 25                  |                     |    |                  |                  |               |               |               |               |       |       |
|  | B2           | Hollandia (NED)     | 25                  |                     |    | Norvégia (NOR)   | Norvégia (NOR)   | 29            |               |               |               |       |       |
|  | augusztus 6. |                     |                     |                     |    | Norvégia (NOR)   | Norvégia (NOR)   | 29            |               |               |               |       |       |
|  |              |                     | Franciaország (FRA) | Franciaország (FRA) | 21 |                  |                  |               |               |               |               |       |       |
|  | B3           | Magyarország (HUN)  | Franciaország (FRA) | Franciaország (FRA) | 21 | 32               |                  |               |               |               |               |       |       |
|  | B3           | Magyarország (HUN)  | augusztus 8.        |                     |    | 32               |                  |               |               |               |               |       |       |
|  | A2           | Svédország (SWE)    | 36                  |                     |    |                  |                  |               |               |               |               |       |       |
|  | A2           | Svédország (SWE)    | 36                  |                     |    | Svédország (SWE) | Svédország (SWE) | 28            | Bronzmérkőzés | Bronzmérkőzés | Bronzmérkőzés |       |       |
|  | augusztus 6. |                     |                     |                     |    | Svédország (SWE) | Svédország (SWE) | 28            | Bronzmérkőzés | Bronzmérkőzés | Bronzmérkőzés |       |       |
|  |              |                     | Franciaország (FRA) | Franciaország (FRA) | 31 |                  |                  | augusztus 10. | augusztus 10. | augusztus 10. |               |       |       |
|  | B1           | Franciaország (FRA) | Franciaország (FRA) | Franciaország (FRA) | 31 | 26               |                  | augusztus 10. | augusztus 10. | augusztus 10. |               |       |       |
|  | B1           | Franciaország (FRA) |                     |                     |    |                  |                  | Dánia (DEN)   | Dánia (DEN)   | 30            |               |       |       |
|  | A4           | Németország (GER)   | 23                  |                     |    |                  |                  | Dánia (DEN)   | Dánia (DEN)   | 30            |               |       |       |
|  | A4           | Németország (GER)   | 23                  |                     |    | Svédország (SWE) | Svédország (SWE) | 25            |               |               |               |       |       |
|  |              |                     |                     |                     |    | Svédország (SWE) | Svédország (SWE) | 25            |               |               |               |       |       |

### Negyeddöntők
| 2024. augusztus 6. 9:30 | Dánia (DEN)     | 29–25       | Hollandia (NED)          | Stade Pierre-Mauroy, Lille Nézőszám: 20 372 Játékvezetők: Kurtagic, Wetterwik (SWE) |
| 2024. augusztus 6. 9:30 | Hansen, Friis 6 | (11–10)     | van Wetering, Housheer 7 | Stade Pierre-Mauroy, Lille Nézőszám: 20 372 Játékvezetők: Kurtagic, Wetterwik (SWE) |
| 2024. augusztus 6. 9:30 | 5× 1×           | Jegyzőkönyv | 5×                       | Stade Pierre-Mauroy, Lille Nézőszám: 20 372 Játékvezetők: Kurtagic, Wetterwik (SWE) |

| 2024. augusztus 6. 13:30 | Franciaország (FRA) | 26–23       | Németország (GER) | Stade Pierre-Mauroy, Lille Nézőszám: 26 548 Játékvezetők: Jørum, Kleven (NOR) |
| 2024. augusztus 6. 13:30 | Horacek 7           | (13–10)     | Bölk 7            | Stade Pierre-Mauroy, Lille Nézőszám: 26 548 Játékvezetők: Jørum, Kleven (NOR) |
| 2024. augusztus 6. 13:30 | 1× 1×               | Jegyzőkönyv | 2×                | Stade Pierre-Mauroy, Lille Nézőszám: 26 548 Játékvezetők: Jørum, Kleven (NOR) |

| 2024. augusztus 6. 17:30 | Magyarország (HUN) | 32–36 (h. u.)  | Svédország (SWE) | Stade Pierre-Mauroy, Lille Nézőszám: 22 408 Játékvezetők: Konjičanin, Konjičanin (BIH) |
| 2024. augusztus 6. 17:30 | Klujber 11         | (15–16, 29–29) | Koppang 7        | Stade Pierre-Mauroy, Lille Nézőszám: 22 408 Játékvezetők: Konjičanin, Konjičanin (BIH) |
| 2024. augusztus 6. 17:30 | 3× 1×              | Jegyzőkönyv    | 4×               | Stade Pierre-Mauroy, Lille Nézőszám: 22 408 Játékvezetők: Konjičanin, Konjičanin (BIH) |

| 2024. augusztus 6. 21:30 | Norvégia (NOR) | 32–15       | Brazília (BRA)        | Stade Pierre-Mauroy, Lille Nézőszám: 21 522 Játékvezetők: Kuttler, Merz (GER) |
| 2024. augusztus 6. 21:30 | Jacobsen 6     | (16–8)      | de Paula, Guarieiro 3 | Stade Pierre-Mauroy, Lille Nézőszám: 21 522 Játékvezetők: Kuttler, Merz (GER) |
| 2024. augusztus 6. 21:30 | 1×             | Jegyzőkönyv | 2× 1×                 | Stade Pierre-Mauroy, Lille Nézőszám: 21 522 Játékvezetők: Kuttler, Merz (GER) |

### Elődöntők
| 2024. augusztus 8. 16:30 | Svédország (SWE) | 28–31 (h. u.)  | Franciaország (FRA) | Stade Pierre-Mauroy, Lille Nézőszám: 24 688 Játékvezetők: Kuttler, Merz (GER) |
| 2024. augusztus 8. 16:30 | Hagman 6         | (12–10, 25–25) | Horacek 8           | Stade Pierre-Mauroy, Lille Nézőszám: 24 688 Játékvezetők: Kuttler, Merz (GER) |
| 2024. augusztus 8. 16:30 | 3×               | Jegyzőkönyv    | 5× 1×               | Stade Pierre-Mauroy, Lille Nézőszám: 24 688 Játékvezetők: Kuttler, Merz (GER) |

| 2024. augusztus 8. 21:30 | Norvégia (NOR) | 25–21       | Dánia (DEN) | Stade Pierre-Mauroy, Lille Nézőszám: 15 975 Játékvezetők: Lah, Sok (SLO) |
| 2024. augusztus 8. 21:30 | Brattset 4     | (11–8)      | Jørgensen 4 | Stade Pierre-Mauroy, Lille Nézőszám: 15 975 Játékvezetők: Lah, Sok (SLO) |
| 2024. augusztus 8. 21:30 | 3× 1×          | Jegyzőkönyv | 3× 1×       | Stade Pierre-Mauroy, Lille Nézőszám: 15 975 Játékvezetők: Lah, Sok (SLO) |

### Bronzmérkőzés
| 2024. augusztus 10. 10:00 | Dánia (DEN) | 30−25       | Svédország (SWE) | Stade Pierre-Mauroy, Lille Nézőszám: 13 179 Játékvezetők: Jørum, Kleven (NOR) |
| 2024. augusztus 10. 10:00 | Højlund 5   | (15−13)     | Hagman 5         | Stade Pierre-Mauroy, Lille Nézőszám: 13 179 Játékvezetők: Jørum, Kleven (NOR) |
| 2024. augusztus 10. 10:00 | 4× 1×       | Jegyzőkönyv | 3× 1×            | Stade Pierre-Mauroy, Lille Nézőszám: 13 179 Játékvezetők: Jørum, Kleven (NOR) |

### Döntő
| 2024. augusztus 10. 15:00 | Norvégia (NOR) | 29–21       | Franciaország (FRA) | Stade Pierre-Mauroy, Lille Nézőszám: 26 664 Játékvezetők: García, Marín (ESP) |
| 2024. augusztus 10. 15:00 | Reistad 8      | (15–13)     | Kanor 5             | Stade Pierre-Mauroy, Lille Nézőszám: 26 664 Játékvezetők: García, Marín (ESP) |
| 2024. augusztus 10. 15:00 | 3×             | Jegyzőkönyv | 1×                  | Stade Pierre-Mauroy, Lille Nézőszám: 26 664 Játékvezetők: García, Marín (ESP) |

## Végeredmény
| Helyezés | Csapat              |
| -------- | ------------------- |
| Arany    | Norvégia (NOR)      |
| Ezüst    | Franciaország (FRA) |
| Bronz    | Dánia (DEN)         |
| 4.       | Svédország (SWE)    |
| 5.       | Hollandia (NED)     |
| 6.       | Magyarország (HUN)  |
| 7.       | Brazília (BRA)      |
| 8.       | Németország (GER)   |
| 9.       | Angola (ANG)        |
| 10.      | Dél-Korea (KOR)     |
| 11.      | Szlovénia (SLO)     |
| 12.      | Spanyolország (ESP) |

## All Star-csapat
A torna legjobbjaiból álló csapat névsorát 2024. augusztus 10-én tette közzé az IHF.
| Poszt      | Játékos              |
| ---------- | -------------------- |
| Kapus      | Laura Glauser        |
| Balszélső  | Emma Friis           |
| Balátlövő  | Estelle Nze Minko    |
| Irányító   | Stine Bredal Oftedal |
| Jobbátlövő | Klujber Katrin       |
| Jobbszélső | Alicia Toublanc      |
| Beálló     | Kari Brattset        |
| MVP        | Katrine Lunde        |

## Statisztikák

### Góllövőlista
| #   | név                | csapat        | gólok | lövések | %  |
| --- | ------------------ | ------------- | ----- | ------- | -- |
| 1.  | Nathalie Hagman    | Svédország    | 41    | 59      | 69 |
| 2.  | Tamara Horacek     | Franciaország | 40    | 51      | 73 |
| 3.  | Klujber Katrin     | Magyarország  | 38    | 66      | 58 |
| 4.  | Angela Malestein   | Hollandia     | 34    | 52      | 65 |
| 5.  | Emma Friis         | Dánia         | 31    | 44      | 70 |
| 6.  | Dione Housheer     | Hollandia     | 30    | 58      | 52 |
| 6.  | Estelle Nze Minko  | Franciaország | 30    | 49      | 61 |
| 6.  | Kristina Jørgensen | Dánia         | 30    | 55      | 55 |
| 6.  | Jamina Roberts     | Svédország    | 30    | 53      | 57 |
| 10. | Kari Brattset Dale | Norvégia      | 29    | 37      | 78 |

Forrás
Utolsó frissítés: 2024. augusztus 10.